# Asociación de producción de aviones de Kazán

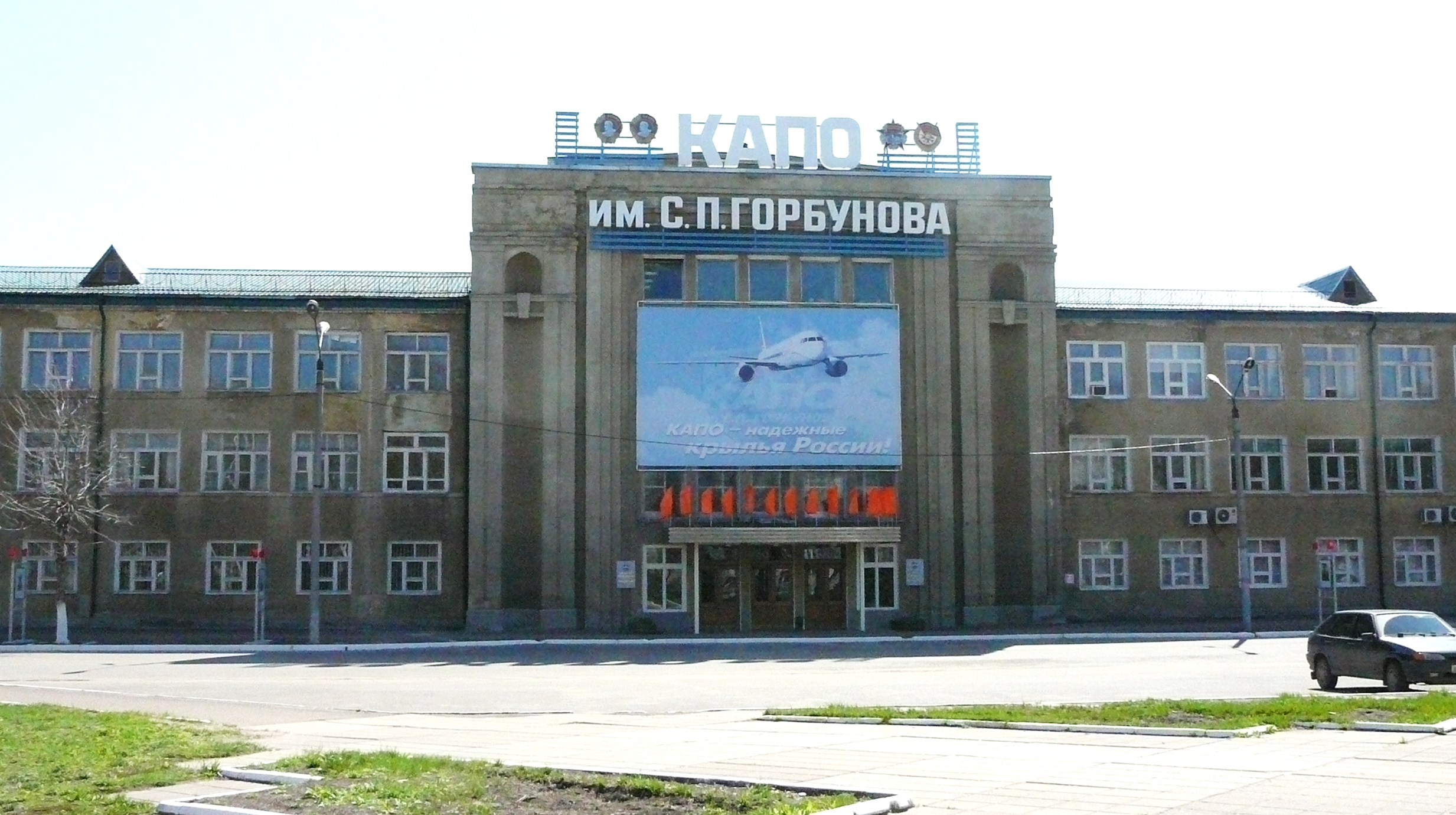

La Asociación de Producción de Aeronaves de Kazán (Казанское авиационное производственное объединение имени С. П. Горбунова) es un antiguo fabricante de aviones soviético, ahora ruso, en la ciudad de Kazan.
La fábrica fue fundada en 1927, lleva el nombre de Sergei Petrovich Gorbunov y ahora forma parte del Grupo Tupolev.
La empresa fue fundada como una planta de procesamiento de madera. Comenzó con la producción del avión Polikarpov Po-2 en la Segunda Guerra Mundial en 1941. La planta también produce helicópteros desde 1951, inicialmente el Mil Mi-1, y desde 1965 también el Mi-8, que ahora es el helicóptero más utilizado en el mundo.
En 1993, la planta fue privatizada y convertida en una sociedad anónima llamada Kasanski Wertoljotni zavod, que se convirtió en la sucesora legal total de la empresa. Para dar el paso de un productor puro a un desarrollador de helicópteros, posteriormente se adjuntó a la planta una oficina de diseño de helicópteros.